# الغميراء (ملحان)

تعديل مصدري - تعديل

الغميراء هي إحدى قرى عزلة جبع بمديرية ملحان التابعة لمحافظة المحويت، بلغ تعداد سكانها 157 نسمة حسب تعداد اليمن لعام 2004.